# Ptychopteridae
Ptychopteridae Osten Sacken, 1862, è una piccola famiglia di insetti dell'ordine dei Ditteri (Nematocera: Ptychopteromorpha), apparentemente simili ai Tipulomorpha. Il volo lento, ad altezza d'uomo, e la postura assunta dagli adulti hanno ispirato il nome dato in inglese a questi insetti, phantom crane flies ("tipule fantasma").

## Descrizione
Gli adulti sono insetti di medie dimensioni, simili nell'aspetto ai Tipulomorpha, con corpo esile, ali strette e lunghe e zampe piuttosto lunghe, addome sottile e allungato. Livrea di colore scuro, brillante in Ptychoptera, con inframmezzati colori in contrasto nell'addome e con pigmentazioni sulle nervature alari o con zampe pigmentate a bande trasversali bianche e scure.
Il capo è ipognato, privo di ocelli, con occhi separati e antenne moderatamente lunghe e moniliformi, formate da 16 o 20 articoli. Il torace presenta una sutura dorsale sul mesonoto conformata a U Le zampe sono marcatamente lunghe ed esili, in particolare quelle posteriori, per lo sviluppo dei femori e delle tibie; queste ultime provviste di uno sperone apicale. I tarsi possono presentare ingrossamenti dovuti alla presenza di trachee che fungono da sacchi aerei; tali ingrossamenti, abbinati ad una pigmentazione a bande, conferiscono un aspetto particolare (Bittacomorphinae).
Le ali sono strette e allungate, con lobo anale poco pronunciato. La nervatura è abbastanza sviluppata ma più semplice rispetto a quella dei Tipulomorfi e con tratti basali ben marcati e pressoché rettilinei. subcosta lunga e confluente sulla costa. Radio suddivisa in quattro branche raggiungenti il margine. Il settore radiale è breve e si divide in R2+3 e in R4+5. R2+3 è strettamente ravvicinata a R1, si biforca in R2 e R3, con la prima breve e trasversa, confluente su R1 e la seconda longitudinale, terminante sul margine dell'ala. R4+5 si biforca a sua volta in R4 e R5, con entrambi i rami confluenti sul margine dell'ala.
La media è indivisa nei Bittacomorphinae (M1+2), divisa in due rami, in prossimità del margine, nei Ptychopterinae (M1 e M2). cubito divisa nei due rami CuA1 e CuA2, con quest'ultimo formante una curvatura nel tratto terminale, convessa verso il lato anale. Le anali sono rappresentate da una sola vena, ricurva all'indietro nel tratto distale.

Schema della nervatura alare nel genere Ptychoptera. In Bittacomorpha e Bittacomorphella, il ramo M_{1+2} della media è indiviso. C: costa; Sc: subcosta; R: radio; M: media; Cu: cubito; A: anale; h: omerale; r-m: radio-mediale; m-cu; fv: vene spurie.

Le nervature trasversali della regione remigante sono rappresentate solo dalla radio-mediale (r-m) e dalla medio-cubitale (m-cu), perciò manca la cellula discale. Le cellule basali sono due, lunghe, delimitate rispettivamente dalla radio, dal settore radiale, dalla media e dalla cubito e, all'estremità distale, dalla radio-mediale e dalla medio-cubitale. Sono presenti due false vene: una corre longitudinalmente fra la radio e la media e interseca la radio-mediale, l'altra si estende dalla prima anale alla curvatura del secondo ramo della cubito.
La larva è apoda ed eucefala, di forma cilindrico-fusiforme, fornita di un lungo sifone respiratorio caudale telescopico, la pupa è anch'essa fornita di un lungo tubo respiratorio portato sul torace.

## Biologia e habitat
Le larve sono acquatiche o acquaiole e si nutrono di detriti organici e alghe in acque stagnanti e fangose. Gli adulti colonizzano gli ambienti circostanti e si rivengono in genere presso paludi e acquitrini.

## Sistematica
La famiglia fu inquadrata da HENNIG (1973) fra gli Psychodomorpha e da ROHDENDORF et al. (1974) fra i Tipulomorpha. Furono WOOD & BORKENT (1986) a definire l'infraordine Ptychopteromorpha, in cui inclusero questa famiglia. La correlazione su base morfologica e/o filogenetica con gli Psychodomorpha o i Tipulomorpha, sostenuta negli anni settanta e ottanta è stata rivoluzionata dai suddetti autori e supportata nel 1995 da OOSTERBROEK & COURTNEY mettendo questi insetti in relazione con i Culicomorfi.
I Ptychopteridae comprendono nel complesso circa 60 specie descritte, ripartite fra tre generi. Si suddividono in due sottofamiglie, differenziate per la struttura delle antenne, la morfologia della nervatura alare e per la distribuzione geografica:
- Sottofamiglia Bittacomorphinae: comprende i generi Bittacomorpha (due specie) e Bittacomorphella (sette specie)
- Sottofamiglia Ptychopterinae: comprende il solo genere Ptychoptera, con poco più di 50 specie.

I fossili classificati in questa famiglia risalgono al Cenozoico, per quanto esistano reperti, di incerta collocazione, datati al Giurassico. Secondo BERTONE et al. (2008), l'origine ancestrale della famiglia risalirebbe alla fine del Paleozoico, al passaggio fra il Permiano e il Triassico.

## Distribuzione
I Ptychopteridae hanno un ampio areale, che comprende tutte le regioni zoogeografiche ad eccezione della regione neotropicale e australasiana. I Ptychopterinae sono i più rappresentativi, per numero di specie e diffusione, mentre i Bittacomorphinae hanno un areale circoscritto: le due specie di Bittacomorpha sono infatti rappresentate solo nella regione neartica, mentre il genere Bittacomorpha è rappresentato nella regione neartica, con quattro specie, in quella paleartica orientale (Giappone), con due specie, e, infine, nella regione orientale (Thailandia), con una specie.
Il genere Ptychoptera è rappresentato principalmente nella regione paleartica (28 specie, di cui 14 europee), mentre le restanti specie sono presenti nella regione orientale (15 specie), in quella neartica (11 specie) e, infine, in quella afrotropicale (9 specie).
In Italia, la famiglia è rappresentata da tre specie: Ptychoptera albimana, presente in tutto il territorio ad esclusione della Sardegna, e Ptychoptera contaminata e Ptychoptera paludosa, entrambe presenti nella penisola ma non segnalate nel nord e nelle isole.